# 富田の鯨船行事

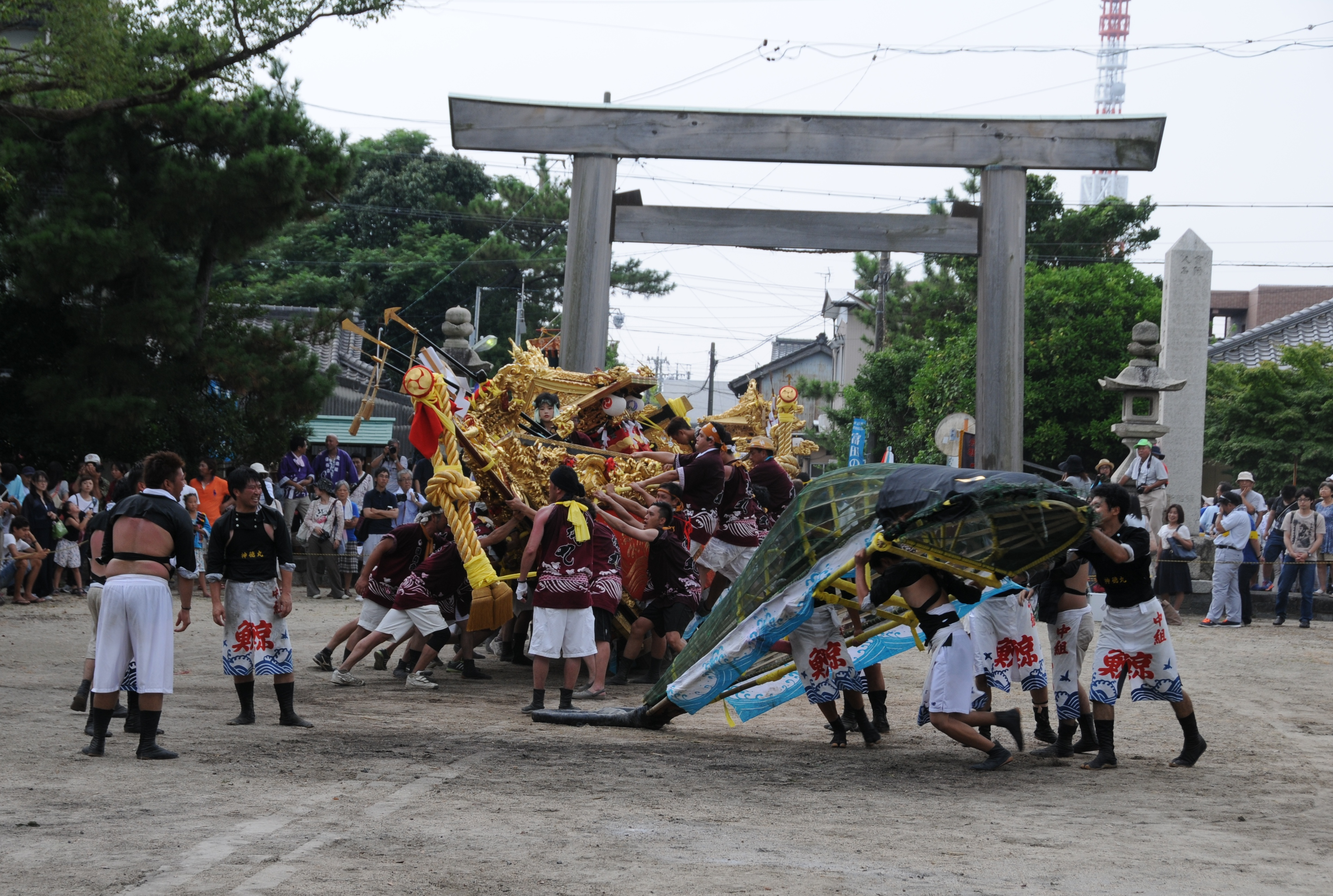
中島組の神徳丸が本練りする様子（2016年8月15日撮影）

富田の鯨船行事（とみだのくじらぶねぎょうじ）は三重県四日市市富田地区の捕鯨を模した行事。富田の石取祭と同時に行う富田地区の夏祭りで毎年お盆の8月14日と8月15日の2日間に鳥出神社を中心に四日市市東富田町の町内と古川町自治会の町内で開催される。富田地区連合自治会が主催する。

## 歴史
- 富田地区の氏神である鳥出神社で開催される祭礼である。捕鯨をモチーフにし陸上で行われる祭りで、「鳥出神社の鯨船行事」として国から重要無形民俗文化財に指定されている。2016年（平成28年）には山・鉾・屋台行事の一つとしてユネスコの無形文化遺産に登録された。4艘の鯨船練りが鳥出神社や町内に出て鯨船行事が行われる。お盆の8月14日と8月15日の2日間が祭礼の期間となっている。東富田町の北嶋組・中島組・南島組・古川町自治会の4つの自治会組織の＜富田の鯨船行事＞と、富田西町自治会・北村町自治会・茂福町自治会3つの自治会組織の＜富田の石取祭＞が＜富田の夏祭り＞である。本来は秋祭りの行事であった。季節が秋の時期はヒシコ漁の最盛期で忙しいのでお盆に鯨船行事をするようになった。[1]

## 氏子
- 氏子の組織として、各町内から氏子総代が1名ずつ出る。古川町は東西に2分されて、東古川町自治会と西古川町自治会がある。茂福地区自治会と北村町自治会も入るので、氏子総代は36名となる。氏子総代は8月に行われる富田の鯨船行事の責任者になる。全部の氏子総代会長が1名選ばれる。氏子総代会長は町の有力者がなった。ハマの納屋方の祭礼は以下の自治会組織で開催される。

1. 南島（6町）
2. 中島（2町）
3. 北島（6町）

- 以上の南島・中島・北嶋と云う3つのシマ（祭礼組）に区分されるが、祭礼の決算は氏子総代の家で行われる。

## 自治会

### ハマの南組（南島）
- 四日市市東富田町の南部地域で構成されている。

1. 南納屋町自治会
2. 中納屋町自治会
3. 北納屋町自治会
4. 片町自治会
5. 城町自治会
6. 南魚町自治会

- 幕の意匠は龍と波である、
- 屋形の屋根は金糸苫葺きである。
- 鯨船の名称は感應丸（渡辺紋左衛門の資金で建造された）である。

### ハマの中組（中島）
- 四日市市東富田町の中部地域で構成されている。

1. 寺町自治会
2. 本町自治会

- 幕の意匠は龍と波である。
- 屋形の屋根は赤羅紗に飛龍の刺練である。
- 鯨船の名称は神徳丸（伊藤権六の資金で建造された）である。

### ハマの北組（北嶋）
- 四日市市東富田町の北部地域で構成されている。

1. 北魚町自治会
2. 中川町自治会
3. 天神町自治会
4. 蛭子町自治会
5. 新町1区自治会
6. 新町2区自治会

- 幕の意匠は鯱に千鳥である。
- 屋形の屋根は金糸苫葺きである。
- 鯨船の名称は神社丸（伊藤権与右衛門の資金で建造された）である。

### タカの古川町
- 東西の古川町で構成されている。

1. 東古川町自治会
2. 西古川町自治会

- 幕の意匠は千鳥と波である。
- 屋形の屋根は全地の苫叩きである。
- 鯨船の名称は権現丸（伊藤吉平衛の資金で建造された）である。
- 古川町の範囲は四日市市富田1丁目の第1番から～13番までと、14番の一部と、15番目から～20番までと、21番の一部である。北側は豊永川、東側はJR関西本線、南側は十四川が隣接する茂福地区北村町と境界線となっている。自治会組織は1番から～13番までが東古川町自治会。14番から～21番までが西古川町自治会の2つに分割されている。平成14年度の時点で東古川町自治会は80戸、西古川町自治会は96戸の合計176戸である。＜ハマ＞の3組（北島組・中島組・南島組）に対して、古川町は＜カイドウジリ＞（海道尻）と呼ばれて、半農半漁の町であった郷土意識が強い。現在は近鉄富田駅から東の向って富田中央通り商店街が延びており、富田中央通りを中心に南北に住宅街が広がっている。[2]

## 鯨船の構造
- 富田の鳥出神社には御座船の模型が奉納されている。1871年（天明元年）の奉納と伝えられている。この御座船は一説によると諸大名の保護下にあった御船方と鯨方が一体化した時代があった。それと重複していると思考すると鯨突きの儀礼も御船方の余興と鯨突きの真似が表現されて災厄を祓う禊の儀礼としての意味を込めて次第の近代になり演劇化されて、祭典形式となった。北嶋組の神社丸の収納箱には嘉永6年（1853年）や、中島組の神徳丸の艫の装飾金具には文久4年（1864年）の年号が記述されている。

以下の道具や備品がある。
1. さがり
2. みそしく
3. やり
4. 五尺立（ごしゃくだて）
5. 幟（のぼり）
6. 艫立（ともだて）
7. 波地

## 鎮火祭
- 祭礼は毎年8月14日の朝に鳥出神社境内での鎮火祭から開始される。平成12年度までは、北島組→中島組→南島組→古川町の順番で鎮火祭が行われる慣例であった。北島組が優先されたのは、北嶋組が＜ミヤモリ＞（宮守）として神社の管理などの仕事を実施していたからである。祭礼は順番に鎮火祭→本練り→宮参りを行っている。[3]

## 町練りと本練り、浜練り
- 鎮火祭が終わると町練りが始まる。各町の御神燈や祭礼役人、御祝儀所に門付けして鯨を突きながら路地裏を練り歩く事を町練りと云う。

- 8月15日は鳥出神社の大祭の日であり、各組が順番に鳥出神社に本練り（鯨突き）を奉納する。本練りはまず鳥居を外から突いて境内に入り、境内では本殿1本と別社1本の鯨突きを奉納する。逃げる鯨と追う鯨船の勇壮さがこの祭りの最大の見所である。

- 鯨船の練りにはストーリー性がある。上げ唄でまず羽刺し（はたし、銛打人）が「沖の鯨を見つける」。見つけたら太鼓の拍子に合わせて船がどんどん鯨を追いかけるが、やがて逃げる鯨は追う船に逆襲を開始、船は慌てて後退する。そして再び反撃転じて鯨を追いかける。鯨と船の追いつ追われつの駆け引きと太鼓の拍子がこの祭り最大の見所である。追いつめてもするりと逃げる鯨をどんどん追いかけ、ついには巨体を上げて観念、羽刺しに突かれる。「めでたい」の上げ唄と共に、嬉しさや感謝の唄い、鯨を引き上げる際の大きな縦揺れを「拝礼」に模して演技は終了する。

- ハマの鯨船は本練りの後、かつて砂浜であったハマに戻り浜練りをする。ここの練りは観客に見せるというよりはむしろ町内の人々が祭礼有終を楽しむといった様式で、日没まで多度神社と伊勢神宮の方向にそれぞれ1本ずつ鯨突きを奉納する。

## 宮参り
- 宮参りは鯨船行事が無事終了したことを氏神様に報告する行事である。祭礼役人の提灯を先導に、太鼓を中心に町衆が円陣を組み「道中伊勢音頭」を唄いながら練り歩き、時々辻や境内では円陣をくるくると回し、祭の余韻を惜しむ動作しながら、参拝に向かう。

## 中止事例
昭和35年に伊勢湾台風の水害被害の復興期であった事から鯨船行事が中止になった自治会の記録がある。2020年（令和2年）の鯨船行事が新型コロナウイルスの影響で中止になる。

## 禁句
- 昭和時代まで鯨船行事の実施と鯨船に乗るのは男性のみの女人禁制の伝統があったが、平成時代に祭りに参加する男子不足で女子が祭事に参加するようになった。